# Салеев, Вадим Алексеевич
Вадим Алексеевич Салеев (род. 27 мая 1939 или 1939, Ленинград) — философ, культуролог, художественный критик, доктор философских наук (1992), профессор (1994), Заслуженный деятель культуры Республики Беларусь (2000).

## Биография
В 1962 году окончил русское отделение филологического факультета Белорусского государственного университета. По окончании, работал методистом Республиканского Дома народного творчества по любительскому театру и кино.
В 1967 году поступил ("с колоссальным трудом") в аспирантуру кафедры эстетики философского факультета МГУ и в 1972 году защитит на этом факультете кандидатскую диссертацию на тему «К проблеме формирования художественной оценки». По окончании аспирантуры был распределен в Мали, однако поездка сорвется из-за происшедшего там военного переворота.
Работал в Белорусском политехническом институте, где прошёл путь от преподавателя до профессора кафедры философии. Докторскую дисс. защитит на Ученом совете МГУ.
С 1995 по 2002 год занимал должность главного редактора журнала «Основы искусства», с 2002 по 2004 — главный редактора журнала «Искусство», с 2013 года — главный редактор научно-методического журнала «Артефакт». Одновременно с 1996 года заведующий отделом Национального института образования Министерства образования Республики Беларусь.
Член Белорусского союза литературно-художественных критиков с 1997 года, член Белорусского союза театральных деятелей с 1962 года.

## Научная и творческая деятельность
В. А. Салеев является одним из крупнейших специалистов СНГ в области философии, культурологии и эстетики. Ему принадлежат работы по проблемам славянской и белорусской культуры, теории искусства, художественной критики, эстетического и художественного воспитания, развитию концепции становления национальной культуры и др. Автор более 400 научных и научно-методических работ (включая 9 монографий и 6 учебных пособий), более 600 статей в области театра, литературы, архитектуры и кино. В литературном творчестве Салеев реализовал себя в философской поэзии и новеллистике под литературным псевдонимом Вадзім Яр.
Главный научный сотрудник Научно-исследовательского отдела Белорусской государственной академии искусств. Член Совета по защите диссертаций Центра исследований белорусской культуры, языка и литературы и Института философии Национальной академии наук Беларуси.

## Награды и звания
- Медаль Франциска Скорины (2019)
- Заслуженный деятель культуры Республики Беларусь (2000)